# Złoto MacKenny
Złoto MacKenny (tytuł oryg. Mackenna’s Gold) – amerykański western z 1969 w reżyserii J. Lee Thompsona. W rolach głównych wystąpili Gregory Peck i Omar Sharif. Scenariusz Carla Foremana powstał na podstawie książki Mackenna’s Gold pióra Henry’ego Wilsona Allena z 1963.

## Fabuła
Akcja filmu rozgrywa się w 1872 w Wielkim Kanionie w Arizonie. Szeryf Sam MacKenna wpadł w zasadzkę zastawioną przez wodza Apaczów. W walce, podczas ucieczki MacKenna ciężko rani wodza, a ten przed śmiercią daje mu starą mapę Doliny Złota, gdzie jest ukryty skarb Apaczów. Obejrzawszy mapę, MacKenna niszczy ją. Wkrótce zostaje schwytany przez Colorado, groźnego, miejscowego bandytę. Więzi on córkę jednego z miejscowych sędziów. Obiecuje uwolnić ją, kiedy szeryf pokaże mu skarb. Jednakże doprowadzony do Doliny bandyta usiłuje zabić szeryfa. Po krótkiej chwili następuje atak Apaczów. Ich krzyki wywołują lawinę skalną, która sprawia, że dno doliny się zapada, a wydobycie złota staje się niemożliwe.

## Obsada
- Gregory Peck – szeryf Sam MacKenna
- Omar Sharif – Colorado
- Camilla Sparv – Inga Bergmann
- Telly Savalas – sierżant Tibbs
- Julie Newmar – Hesh–Ke
- Robert Phillips – „Monkey"
- Keenan Wynn – Sanchez
- Ted Cassidy – Hachita
- Eli Wallach – Ben Baker
- Lee J. Cobb – George Fuller, wydawca
- Burgess Meredith – sklepikarz
- Raymond Massey – kaznodzieja
- Edward G. Robinson – stary Adams
- Anthony Quayle – starszy Anglik
- Robert Porter – młodszy Anglik
- David Garfield – chłopak opiekujący się Adamsem
- Eduardo Ciannelli – „Preriowy Pies"
- Dick Peabody – Avila
- Victor Jory – narrator